# Beuronien
Beuronien ist eine archäologische Kultur zwischen etwa 9600 und 7000 v. Chr. Sie liegt damit überwiegend in der älteren Mittelsteinzeit (Alt-Mesolithikum) mit Übergängen in die jüngere Mittelsteinzeit (Jungmesolithikum). Das Beuronien wird in die Stufen A – C unterteilt.

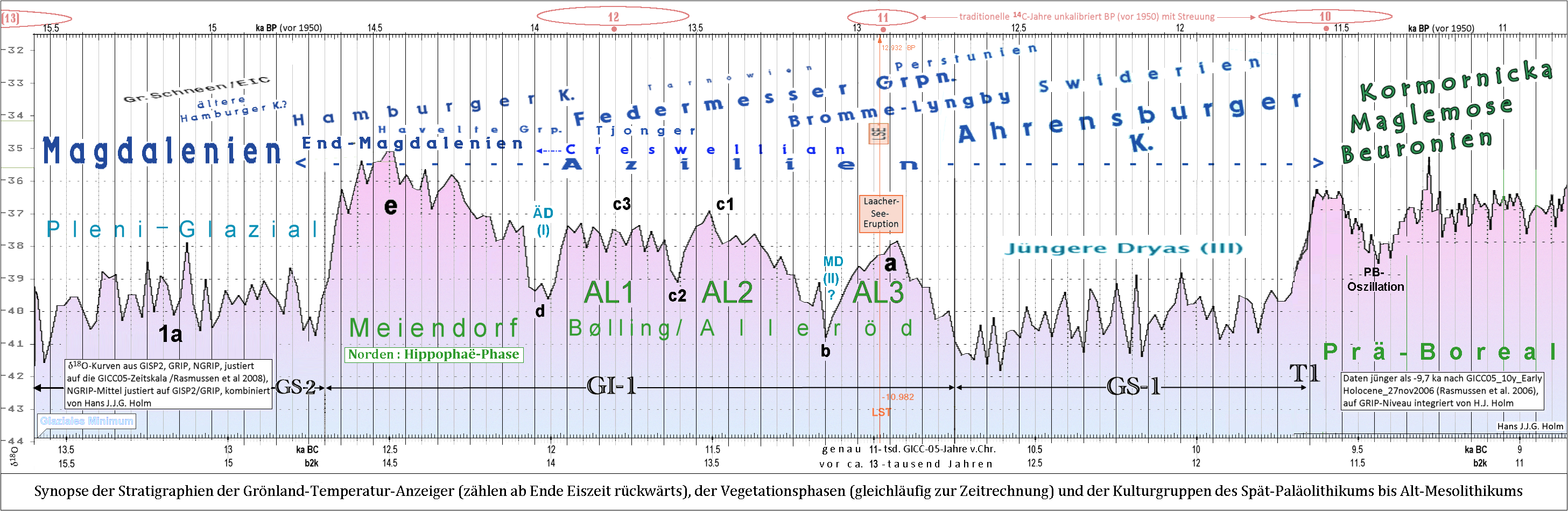
Endglazial – Eiskerndaten mit Kulturen

## Forschungsgeschichte
Der Begriff wurde 1972 von dem Prähistoriker Wolfgang Taute geprägt. Benannt wurde diese Kultur nach dem Fundort in der Jägerhaushöhle nahe Beuron, obwohl sich die Höhle auf dem Gebiet der Stadt Fridingen im Landkreis Tuttlingen befindet. Für dieses Verbreitungsgebiet wird Beuronien auch synonym für Frühmesolithikum verwendet.

## Verbreitung
Das Beuronien findet sich von Paris im Westen über Hessen im Norden bis an die Karpathen im Osten und die Alpen im Süden. Ab ca. 8000 v. Chr. entwickelt sich nördlich davon die Maglemose-Kultur und in Frankreich und Spanien das Sauveterrien.

## Lebensweise
Die Veränderungen der Nacheiszeit (Präboreal, ab etwa 9.600 v. Chr.) verlangten eine Anpassung an die neuen Umweltbedingungen. Die Menschen des Beuronien ernährten sich als Jäger und Sammler, daneben betrieben sie zunehmend Fischfang. Gejagt wurde mit Lanzen, Speeren und Pfeil und Bogen, bevorzugte Beute waren Rothirsche, Rehe und Wildschweine. Neben verschiedenen Fischarten dienten auch Muscheln, Vogeleier, Pflanzen und Nüsse der Ernährung. Es fanden sich die ersten Wasserfahrzeuge. Wohnbauten entstanden aus Schilf und Ästen. An Bestattungen fanden sich oft Familiengräber oder Gräber, in denen wohl eine Mutter mit ihrem Kind bestattet wurde.

## Steinwerkzeuge
Anfangs wurden Werkzeuge noch sehr ähnlich den Formen aus der jüngeren Altsteinzeit hergestellt. Messer, Schaber und zunehmend auch Mikrolithen wurden aus Klingenabschlägen produziert. Auffällig ist eine Zunahme von sogenannten Querschneidern, Pfeilspitzen, bei denen die Spitze eher einer Schneide glich. Verfärbungen und Glanz vieler Funde deuten auf eine Temperung hin.